# Darryl Zeuja
Darryl Zeuja, aussi connu sous les noms Areno Jaz ou Jupiter Jaz, noms de scène de Benjamin Debrosse, est un rappeur français, né le 24 août 1989 à Poissy. Il est membre des collectifs 1995 et XLR.

## Biographie

### Jeunesse
Darryl Zeuja est originaire de Montrouge, en région parisienne. Il est scolarisé en filière ES au Lycée Maurice Genevoix mais, souvent absent, il n'obtient pas son bac.  
Pendant son adolescence, il joue au basket au club JAM, où il rencontre notamment Alpha Wann et Pierre Niney, Par la suite, il se passionne pour les arts de rue, débutant par le graffiti avant de s'orienter vers le rap,. 

### Carrière
Areno Jaz commence à rapper avec Alpha Wann vers 2007, avec qui il forme le groupe POS avec un ami graffeur. À la même période, Alpha Wann lui présente Nekfeu et Sneazzy, qu'il connait de son lycée. Le collectif s'élargit avec l'arrivée de Fonky Flav', montrougien rencontré grâce à Myspace, puis celle de DJ Lo', présenté par Alpha Wann via une connaissance familiale.
Ensemble, ils forment le groupe 1995, qui se fait connaître en participant à de nombreux open mics dans Paris, souvent accompagné de membres du collectif L'Entourage. Leur présence constante dans les soirées rap parisiennes et la grande diffusion de leurs freestyles sur YouTube leur permettent de gagner rapidement en notoriété.
Avec 1995, Areno Jaz participe aux EPs La Source (2011) et La Suite (2012), ainsi qu'à l'album Paris Sud Minute (2013). Le groupe connait un succès critique et public, et enchaîne les concerts à guichets fermés dans des salles prestigieuses comme le Bataclan ou l'Olympia,.   
En parallèle, Areno Jaz crée son propre label en 2010, JLC Records, sur lequel il sort son premier EP en solo le 13 février 2012, intitulé Alias Darryl Zeuja,. Bien accueilli par la critique, le projet lui permet de rencontrer le NCA Crew et le producteur Juxebox, avec qui il s'associe pour former le groupe XLR. Aux côtés d'Oner, de Skelta et de Juxebox, il sort l'album Rue du bon son en décembre 2013, marqué par un son organique et accompagné d'une tournée de concerts,.   
Le 10 novembre 2014, il sort son second EP, Innercity, produit intégralement par Hologram Lo'.
Le 29 mai 2020, il sort l'album Chilladelphia, suivi par Chilladelphia 2 un an plus tard.